# Кленка
Кленка (пол. Klęka, нім. Klinkhof) — село в Польщі, у гміні Нове-Място-над-Вартою Сьредського повіту Великопольського воєводства.
Населення — 646 осіб (2011).
У 1975-1998 роках село належало до Познанського воєводства.

## Демографія
Демографічна структура станом на 31 березня 2011 року:
|          | Загалом | Допрацездатний вік | Працездатний вік | Постпрацездатний вік |
| -------- | ------- | ------------------ | ---------------- | -------------------- |
| Чоловіки | 317     | 72                 | 229              | 16                   |
| Жінки    | 329     | 72                 | 201              | 56                   |
| Разом    | 646     | 144                | 430              | 72                   |